# 奧氏合鰓鰻
奧氏合鰓鰻為輻鰭魚綱鰻鱺目通鰓鰻科合鰓鰻屬的其中一種，分布於全球各大海域，為深海魚類，棲息深度512-1900公尺，體長可達111公分，生活在大陸坡。

## 擴展閱讀
維基物種上的相關：奧氏合鰓鰻